# Bahia Illustrada

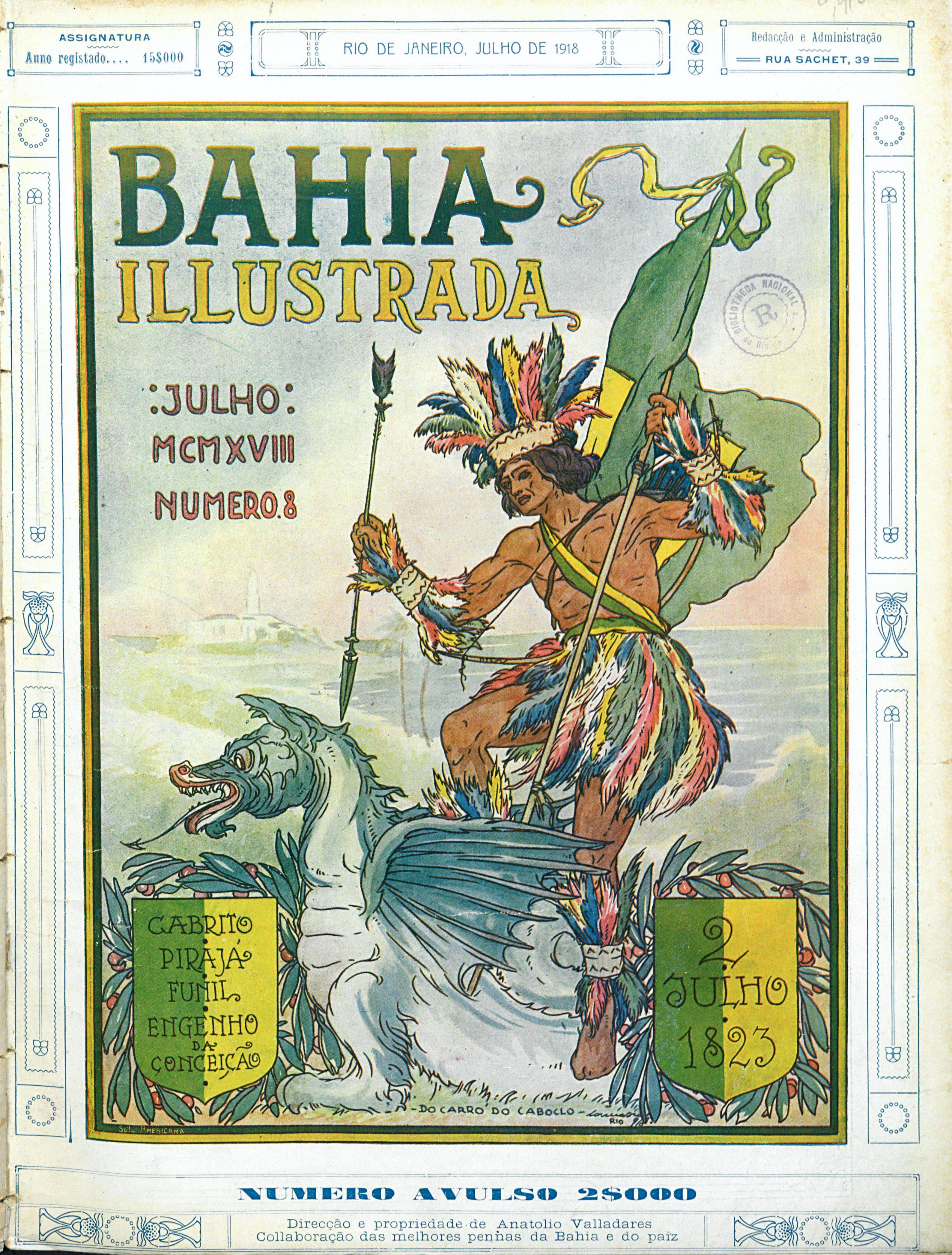
Capa do número 8, de julho de 1918

Bahia Illustrada foi uma revista mensal brasileira editada no Rio de Janeiro, na primeira metade do século XX. Seu primeiro número saiu em dezembro de 1917 e durou até 1933.

## Histórico e características
Foi fundada por Anatólio Valadares em 1917 e não parecia ter "grandes ambições políticas ou culturais"; segundo Álvaro Moreyra, a sua principal característica era enaltecer personalidades da Bahia.
Moreyra, que na época encontrava-se desempregado e a passar dificuldades, aceitou na revista um emprego de baixa remuneração, ali permanecendo por dois anos como redator, até 1919.